# المهندسون المستقلون
مجموعة المهندسون المستقلون هي مجموعة من المهندسين، والمهندسات المصريين تسعى لإصلاح نقابة المهندسين المصرية عن طريق السعى لتكوين كيان نقابي قوى ينظم صفوف المهندسين المصريين بهدف حماية المهنة، ورعاية مصالح المهندسين، والقيام بالدور الوطني لنقابة المهندسين كهيئة استشارية للدولة، وتدعو مجموعة المهندسون المستقلون إلى توفير حق المعرفة، وحق التعبير، وحق المحاسبة لجميع المهندسين المصريين بالداخل، والخارج دون تصنيفات سياسية تفرقهم، أو تمييز ديني.
الرؤية
مجموعة المهندسون المستقلون هي أحد مجموعات تجمع مهندسين ضد الحراسة عن نقابة المهندسين واجراء الانتخابات، وبعد الثورة ونحن نتوجه جميعا لتأسيس قواعد بناء مشرع نهضة للوطن يطرح المهندسون المستقلون رؤيتهم، التي تتلخص في خمسة نقاط رئيسية:
العمل التقابي هو عمل مستقل عن التبعية لأى أحزاب سياسية أو كيانات ليست نقابية وأن مشاركة المهندسين في العمل النقابي تكون بصفتهم الهندسية وليست بتصنيفاتهم السياسية والتي نحترمها، ولكن نرى أن مكانها الطبيعى خارج النقابة، كما نرى أن توحيد كلمة المهندسين على أساس الصفة الجامعة لهم كمهندسين هو أساس العمل الجماعي المستمر.
للنقابة ثلاثة أدوار دور وطني ودور مهنى ودور خدمى والدور الوطني هو المساهمة في النهضة من خلال المجال الهندسي مع مقاومة التطبيع مع العدو الصهيوني والدور المهنى هو الحفاظ على أصول المهنة والارتقاء بها والدور الخدمى هو تحقيق مطالب المهندسين من كافة الأوجه.
القاعدة الرئيسية التي يتفق عليها المهندسون المستقلون أن الإصلاح التقابي لابد له من مشاركة واسعة من جميع المهندسين ولتحقيق هذه المشاركة الواسعة لابد من اتاحة ثلاثة حقوق حق المعرفة وحق التعبير وحق الاختيار لجميع المهندسين بدون تصنيف سياسي أو تمييز ديني.
نعمل على جمع كلمة المهندسين على أساس من المساواة في المشاركة بدون سيطرة لأى فصيل سياسي أو اقصاء لأى مهندس. احترام الرؤى التي تختلف مع رؤيتنا والسعى للتعاون والبناء على المساحة المشتركة.